# 2022年卡拉奇大学爆炸案
2022年卡拉奇大学爆炸案，是2022年4月26日下午巴基斯坦卡拉奇大学内发生的的一起自杀式炸弹袭击事件。袭击共造成4人遇难，俾路支解放军宣布对袭击负责。

## 简介
閉路電視显示，4月26日14时30分，一位穿着波卡的女人站在卡拉奇大学孔子学院的入口。在一辆载着教职工的白色廂型車接近学校门口后，在轉彎時该女子引爆了身上的炸弹。据信德省警方的消息，共有4人在袭击中遇难。卡拉奇大学的发言人称，3名遇难者为中国公民，包括孔子学院院长黄桂平，巴基斯坦籍遇难者为面包车司机。
卡拉奇大学的发言人宣布，大学次日的教学活动和公共活动将暂停，以向逝者致哀。
四川师范大学随后确认来自该校的黄桂平院长及公派教师丁沐舫、志愿者陈赛遇难，公派教师王钰清受伤。
袭击发生后，信德省首席部长访问中国驻卡拉奇总领事馆。巴基斯坦总理夏巴茲·謝里夫向遇难者致哀，并强烈谴责此次袭击。4月28日，联合国安理会谴责此次爆炸案。

## 嫌犯
30岁的女性嫌犯莎莉·俾路支（化名布拉什，本名夏兰·哈亚特·俾路支）1991年1月3日出生在巴基斯坦俾路支省科奇县，在小学任科学老师，俾路支大学动物学硕士、阿拉马·伊克巴勒开放大学教育学学士及硕士。报道指莎莉案发几个月前还被卡拉奇大学的一个硕士课程录取，但未正式上课。2019年，在俾路支省教育部的帮助下，莎莉在土尔巴特附近Kalatak的一所公办小学站到工作，给女学生教科学。案发半年前，莎莉开始不到学校上班，学校要求她解释原因，但她迟迟没有回应。其丈夫海巴坦也是科奇县人，职业牙医，在马克兰医学院的讲师，案发时正在真纳信德医科大学修读公共健康硕士课程。海巴坦在卡拉奇的真纳医院接受培训，案发时一直待在酒店附近的医院。夫妇俩在古利斯坦-乔哈尔租了一间公寓，莎莉过去三年都住在那里。两人育有一子一女，都是5岁。
据介绍，莎莉家庭“基础牢固，成员均受过高等教育，之前和俾路支解放军没有任何联系”。然而，莎拉读书期间曾加入过俾路支学生组织。莎莉发动袭击的动机尚无法确定，直系亲属均未受过人权迫害。案发几小时前，莎莉在Twitter上告别。案发后不久，其丈夫在Twitter发文称赞莎莉，说她的行为“很无私”，但其本人下落不明。警方随后展开行动搜查他及其他可能的协助人士。4月27日，海巴坦据报已被警方控制。
2022年7月5日下午，巴基斯坦信德省政府和巴基斯坦反恐部門表示已逮捕了卡拉奇大学孔子学院袭击案的主謀，並表示他是俾路支解放军和“俾路支解放阵线”（BLF）在卡拉奇的指挥官。巴基斯坦當局指控其试图对一些女性和女学生进行洗脑並说服她们参加自杀式爆炸袭击，目的是破坏中巴经济走廊，阻止外国人在巴基斯坦投资。